# Apolysis pygmaeus
Apolysis pygmaeus är en tvåvingeart som beskrevs av Cole 1923. Apolysis pygmaeus ingår i släktet Apolysis och familjen svävflugor. Inga underarter finns listade i Catalogue of Life.